# István Lang
István Lang (* 14. Januar 1933 in Baja, Komitat Bács-Bodrog, Königreich Ungarn; † 8. September 2007 in Budapest) war ein ungarischer Radrennfahrer und nationaler Meister im Radsport.

## Sportliche Laufbahn
Lang war im Straßenradsport und im Bahnradsport aktiv. Er war Teilnehmer der Olympischen Sommerspiele 1952 in Helsinki. Beim Sieg von André Noyelle im olympischen Straßenrennen schied er aus. Die ungarische Mannschaft kam nicht in die Mannschaftswertung. Er startete auch im 1000-Meter-Zeitfahren und belegte beim Sieg von Russell Mockridge den 18. Platz. Mit dem ungarischen Vierer belegte er in der Mannschaftsverfolgung den 10. Platz.
1952 wurde er nationaler Meister im 1000-Meter-Zeitfahren, sowie im Punktefahren. 1957 gewann er das Meisterschaftsrennen im Tandemrennen mit István Schillerwein und im Zweier-Mannschaftsfahren.

## Tod
Am 8. September 2007 verstarb István Lang im Alter von 74 Jahren in Budapest.